# ادی موبو
ادی کویکی موبو (به انگلیسی: Eddie Koiki Mabo)؛ (حدود ۲۹ ژوئن ۱۹۳۶ – ۲۱ ژانویه ۱۹۹۲) یک سیاست‌مدار اهل استرالیا بود.
او یکی از بومی‌های استرالیا از جزایر تورس سلیمان بود که به سبب تلاشش در مبارزه جنبش «حقوق زمین» بومیان استرالیا و همچنین نقش او در یک نقطه عطف تاریخی در تصمیم دادگاه عالی استرالیا در لغو دکترین حقوقی سرزمین بلاصاحب (terra nullius)، که به قوانین استرالیا در رابطه با زمین و واگذازی آن شکل داد، شناخته شده است.
در ۲۹ ژوئن ۲۰۱۶ موتور جستجوی گوگل به مناسبت ۸۰مین سالروز تولد ادی موبو و به افتخار او گوگل دودل صفحه اصلی خود را در استرالیا تغییر داد.